# Rüdiger Malter
Klaus Rüdiger Malter (* 11. Juli 1959 in Neunkirchen (Saar)) ist ein deutscher Verwaltungsjurist und politischer Beamter. Seit 4. Juli 2019 ist er Staatssekretär im Ministerium der Finanzen des Landes Sachsen-Anhalt.

## Leben
Nach dem Ablegen seines Abitur am Staatlichen Gymnasium am Krebsberg in Neunkirchen (Saar) 1980, nahm Malter ein Studium der Rechtswissenschaft an der Universität des Saarlandes auf, welches er 1988 mit dem Ersten juristischen Staatsexamen abschloss. Anschließend absolvierte er seinen Vorbereitungsdienst als Gerichtsreferendar beim Pfälzischen Oberlandesgericht Zweibrücken mit vertiefter Ausbildung im Bereich Wirtschaft und Steuern sowie an der Hochschule für Verwaltungswissenschaften in Speyer sowie dem Informationsdienstleister juris in Saarbrücken. 1992 legte er das Zweite juristische Staatsexamen ab.
Parallel zu seinem Vorbereitungsdienst als Gerichtsreferendar arbeitete Malter in einer Saarbrücker Anwaltskanzlei und war nach dem Ablegen seines Zweiten juristischen Staatsexamen von Juli bis September 1992 Mitarbeiter am Centre de Recherche Public der Universität Luxemburg, ehe er im Oktober 1992 Referent für EU-Angelegenheiten im Ministerium für Wirtschaft, Technologie und Verkehr des Landes Sachsen-Anhalt wurde. Im März 1996 wurde er Prokurist beim Nahverkehrsservice Sachsen-Anhalt und bekleidete diese Position in den folgenden rund zehn Jahren, ehe er im Januar 2006 Geschäftsbereichsleiter Personal, Finanzen, Organisation und Justiziariat des Landesbetriebs Bau des Landes Sachsen-Anhalt wurde. Im Juli 2008 kehrte er zum Nahverkehrsservice Sachsen-Anhalt zurück und wurde dessen Geschäftsführer.
Zum 4. Juli 2019 wurde Malter vom neu ernannten Minister der Finanzen Michael Richter, den er auf dieser Position beerbte, zum Staatssekretär im Ministerium der Finanzen des Landes Sachsen-Anhalt berufen. In dieser Funktion war er ab April 2020 auch Beauftragter der Landesregierung für Informationstechnik (CIO). Diesen Posten übergab er im Oktober 2021 an Bernd Schlömer.